# Ý Yên
Ý Yên là một huyện cũ nằm ở phía tây tỉnh Nam Định, Việt Nam.

## Vị trí địa lý
Huyện Ý Yên nằm ở phía tây của tỉnh Nam Định, nằm cách thành phố Nam Định khoảng 27 km về phía tây, cách trung tâm thủ đô Hà Nội khoảng 99 km, có vị trí địa lý:
- Phía đông giáp huyện Vụ Bản
- Phía tây giáp thành phố Hoa Lư và huyện Gia Viễn thuộc tỉnh Ninh Bình
- Phía nam giáp huyện Nghĩa Hưng và huyện Yên Khánh, tỉnh Ninh Bình
- Phía bắc giáp huyện Bình Lục và huyện Thanh Liêm thuộc tỉnh Hà Nam.

Dân số năm 2009 là 247.718 người. 10% dân số theo đạo Thiên Chúa.

## Giao thông

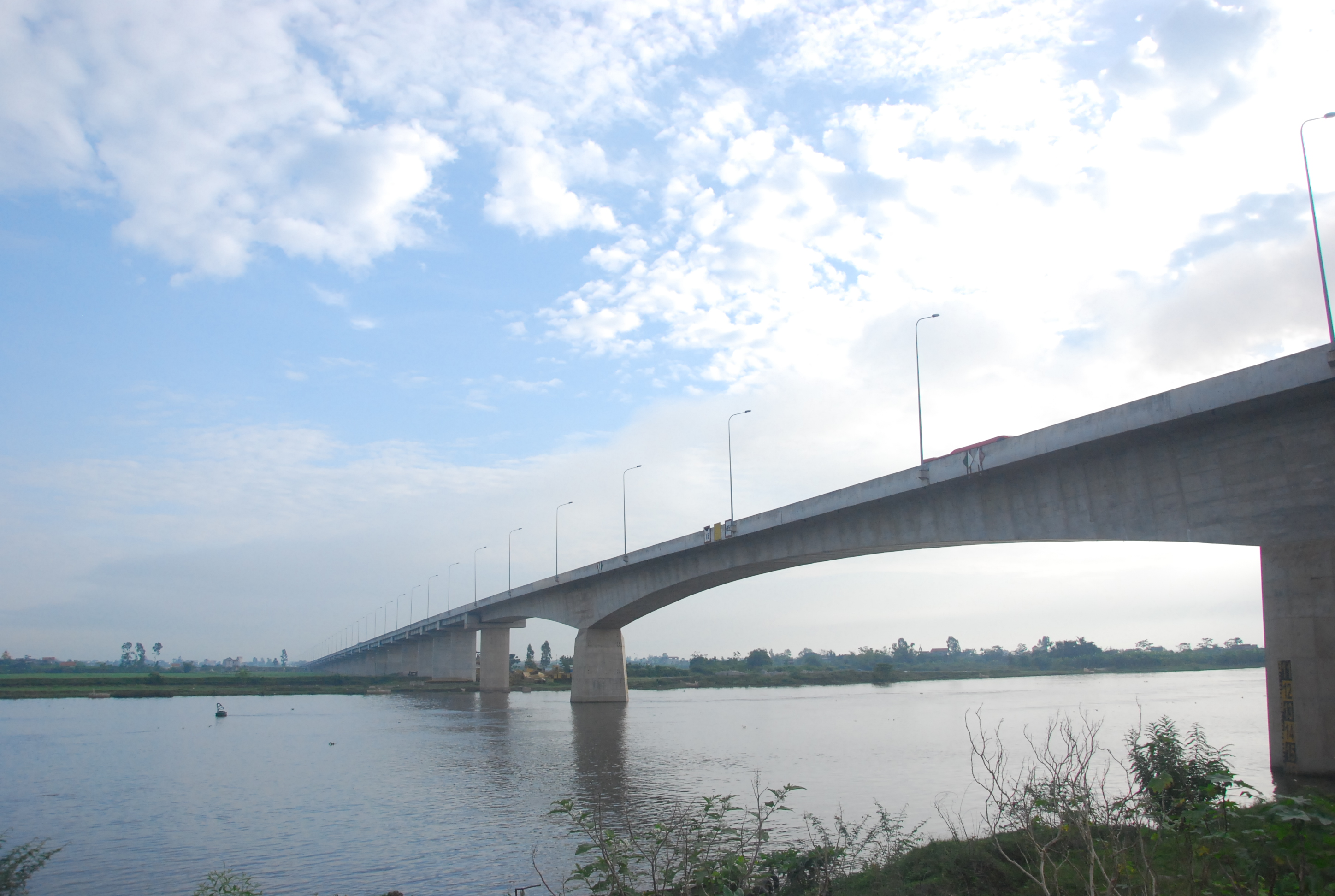
Cầu Nam Bình nối Nam Định - Ninh Bình nhìn từ cảng Ninh Phúc

Ý Yên có đường cao tốc Cầu Giẽ – Ninh Bình và đường cao tốc Cao Bồ – Mai Sơn đi qua các xã phía Tây của huyện, có đường sắt Bắc Nam đi qua và có các tuyến quốc lộ như quốc lộ 10, quốc lộ 38B, quốc lộ 37B, quốc lộ 37C. Trên tuyến quốc lộ 37B có phà Đống Cao nối liền hai huyện Nghĩa Hưng và Ý Yên. Quốc lộ 37C nối từ Hưng Thi (Lạc Thủy) qua Nho Quan, Gia Viễn (Ninh Bình) tới Quốc lộ 37B tại xã Ninh Cường. Trong huyện còn có các tuyến tỉnh lộ như 484 (Đường 64 cũ); tỉnh lộ 485 (Đường 57 cũ); tỉnh lộ 486 (Đường 12 cũ).
Ý Yên có sông Đáy, sông Đào hay còn gọi là sông Nam Định, sông Sắt và sông Chanh chảy qua, tạo nên các tuyến giao thông thủy quan trọng.

## Làng nghề

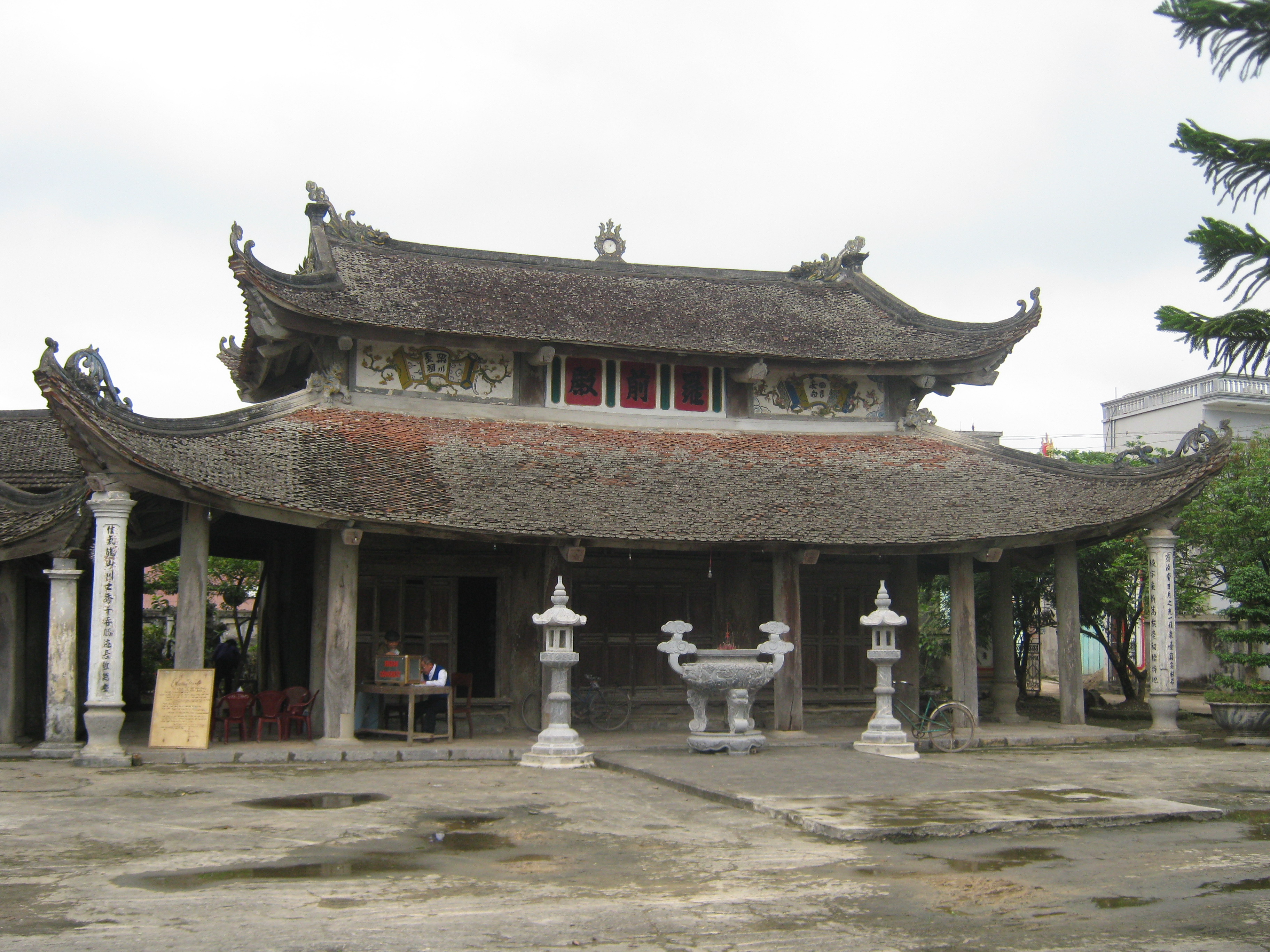
Đình làng La Xuyên, nơi sản xuất hàng gỗ chạm khắc mỹ thuật

- Làng nghề đúc đồng Vạn Điểm (thị trấn Lâm)
- Làng cơ khí đúc và làm trống cổ truyền Tống Xá (thị trấn Lâm)
- Làng nghề mộc chạm khắc Tân Ninh (thị trấn Lâm)
- Làng điêu khắc đồ gỗ mỹ nghệ Ninh Xá (Yên Ninh)
- Làng nghề điêu khắc gỗ La Xuyên (Yên Ninh)
- Làng nghề điêu khắc gỗ Lũ Phong (Yên Ninh)
- Làng nghề điêu khắc gỗ Trịnh Xá (Yên Ninh)
- Làng nghề Sơn mài Cát Đằng (Yên Tiến)
- Làng nghề sản xuất hàng mỹ nghệ, tre nứa Thượng Thôn (Yên Tiến)
- Làng nghề mây tre đan Đồng Lạc (Yên Thắng)
- Làng nghề xây dựng Phúc Chỉ (Yên Thắng)
- Làng nghề làm nón thôn Nhuộng (Trung Nghĩa)
- Làng nghề đan nón Mạc Sơn (Trung Nghĩa)
- Làng nghề xây dựng Yên Cường
- Làng nghề xây dựng dựng Yên Phong
- Nghề sản xuất vật liệu xây dựng Đồng Cách (Yên Phong)
- Nghề mộc Ninh Xá Thượng (Yên Ninh)
- Nghề mộc Ninh Xá Hạ (Yên Ninh)
- Nghề mộc thôn Đằng Chương (Yên Tiến)
- Nghề chế biến thực phẩm Thiện Mỹ (Yên Mỹ)
- Làng nghề nấu rượu Quang Trung (Phú Hưng)
- Nghề thêu ren Trung Nghĩa
- Làng nghề mộc chạm khắc Đằng Động (Yên Hồng)
- Làng nghề đan băng giang Yên Đồng
- Làng nghề may Vĩnh Trị (Yên Trị).

## Hành chính
Huyện Ý Yên có 23 đơn vị hành chính cấp xã trực thuộc, bao gồm thị trấn Lâm (huyện lỵ) và 22 xã: Hồng Quang, Phú Hưng, Tân Minh, Trung Nghĩa, Yên Bình, Yên Chính, Yên Cường, Yên Dương, Yên Đồng, Yên Khang, Yên Khánh, Yên Lộc, Yên Lương, Yên Mỹ, Yên Nhân, Yên Ninh, Yên Phong, Yên Phúc, Yên Thắng, Yên Thọ, Yên Tiến, Yên Trị.

## Lịch sử
Ý Yên ngày xưa vốn là phần đất quan trọng thuộc phủ Ứng Phong vào thế kỷ XII-XIII; Ý Yên khi đó được xem là khu vực phụ cận của Cố đô Hoa Lư, đồng thời nằm trên đường thiên lý từ Hoa Lư ra Thăng Long nên được các vua Lý, Trần quan tâm phát triển nông nghiệp và xây dựng thành trung tâm Phật giáo. Thời Lý, trung tâm tôn giáo Chương Sơn với tháp Vạn Phong Thành Thiện trên núi Ngô Xá ( Yên Lợi) được xây dựng với quy mô to lớn vào bậc nhất nhì thời đó. Đời Trần, Hoàng đế Trần Nhân Tông - đệ nhất thiền phái Trúc Lâm - đã cho dựng chùa Linh Quang, còn gọi là chùa trăm gian, tại xã Yên Khánh. Cũng vào thời Trần, cuối thế kỷ XIV, chùa Đô Quan, xã Yên Khang được xây dựng, chứng tích còn lại là bệ đá hình hộp hoa sen ở bái đường, một tác phẩm nghệ thuật tôn giáo đẹp và nguyên vẹn.
Ý Yên là huyện giàu truyền thống cách mạng. Năm 1927, tại Ý Yên đã có chi bộ hội Việt Nam cách mạng thanh niên, đồng chí Tống Văn Trân và là một trong những người đảng viên đầu tiên của Ý Yên; Chi bộ cộng sản đầu tiên của huyện được thành lập tại thôn Tiêu Bảng - xã Yên Trung. Tháng 9 năm 1929, trải qua bao năm đấu tranh anh dũng, kiên cường kể từ khi có Đảng Cộng sản Việt Nam, Đảng bộ Ý Yên đã lãnh đạo nhân dân trong huyện giành chính quyền và xây dựng cuộc sống mới trên quê hương. Vượt qua bao khó khăn, gian khổ, mất mát, hy sinh, với tất cả tinh thần, nghị lực và nhiệt tình cách mạng Đảng bộ và nhân dân Ý Yên đã lập nhiều thành tích trong chiến đấu và xây dựng, góp phần xứng đáng vào thắng lợi chung của dân tộc. Với những thành tích xuất sắc đó cho đến nay đã có 17/31 xã, thị trấn được Nhà nước phong tặng danh hiệu Anh hùng lực lượng vũ trang thời kỳ kháng chiến chống Pháp.
Trong kháng chiến chống Pháp, huyện Ý Yên cùng với các huyện Mỹ Lộc và Vụ Bản được nhập vào tỉnh Hà Nam.
Năm 1957, huyện Ý Yên được sáp nhập trở lại vào tỉnh Nam Định.
Ngày 19 tháng 8 năm 1964, sáp nhập xóm Hữu Dụng thuộc xã Thanh Côi, huyện Vụ Bản vào xã Yên Mỹ, huyện Ý Yên.
Ngày 21 tháng 4 năm 1965, hai tỉnh Nam Định và Hà Nam hợp nhất thành tỉnh Nam Hà, huyện Ý Yên thuộc tỉnh Nam Hà.
Ngày 27 tháng 12 năm 1975, hai tỉnh Nam Hà và Ninh Bình hợp nhất thành tỉnh Hà Nam Ninh, huyện Ý Yên thuộc tỉnh Hà Nam Ninh, gồm 31 xã: Yên Bằng, Yên Bình, Yên Chính, Yên Cường, Yên Đồng, Yên Dương, Yên Hồng, Yên Hưng, Yên Khang, Yên Khánh, Yên Lộc, Yên Lợi, Yên Lương, Yên Minh, Yên Mỹ, Yên Nghĩa, Yên Nhân, Yên Ninh, Yên Phong, Yên Phú, Yên Phúc, Yên Phương, Yên Quang, Yên Tân, Yên Thắng, Yên Thành, Yên Thọ, Yên Tiến, Yên Trị, Yên Trung, Yên Xá.
Ngày 1 tháng 4 năm 1986, thành lập thị trấn Lâm, thị trấn huyện lỵ huyện Ý Yên trên cơ sở 416,04 ha diện tích tự nhiên của xã Yên Xá; 30,37 ha diện tích tự nhiên của xã Yên Ninh; 24,50 ha diện tích tự nhiên của xã Yên Tiến và 4,27 ha diện tích tự nhiên của xã Yên Hồng.
Ngày 12 tháng 8 năm 1991, tái lập tỉnh Nam Hà từ tỉnh Hà Nam Ninh cũ, huyện Ý Yên trở lại thuộc tỉnh Nam Hà.
Ngày 6 tháng 11 năm 1996, tái lập tỉnh Nam Định từ tỉnh Nam Hà cũ, huyện Ý Yên trở lại thuộc tỉnh Nam Định.
Ngày 1 tháng 2 năm 2020, sáp nhập xã Yên Xá vào thị trấn Lâm.
Ngày 23 tháng 7 năm 2024, Ủy ban Thường vụ Quốc hội ban hành Nghị quyết số 1104/NQ-UBTVQH15 về việc sắp xếp đơn vị hành chính cấp huyện, cấp xã trên địa bàn tỉnh Nam Định (nghị quyết có hiệu lực từ ngày 1 tháng 9 năm 2024). Theo đó:
- Sáp nhập 3 xã Yên Nghĩa, Yên Thành và Yên Trung thành xã Trung Nghĩa.
- Sáp nhập 3 xã Yên Hưng, Yên Phú và Yên Phương thành xã Phú Hưng.
- Sáp nhập 3 xã Yên Lợi, Yên Minh và Yên Tân thành xã Tân Minh.
- Sáp nhập 3 xã Yên Bằng, Yên Hồng và Yên Quang thành xã Hồng Quang.

Huyện Ý Yên có 1 thị trấn và 22 xã như hiện nay.

## Danh hiệu
Trong kháng chiến chống Thực dân Pháp, Ý Yên đã có các chiến công vang dội như: trận Đê Đáy, Cao Bồ, Vũ Dương, An Cừ, La Ngạn, Vọng Doanh, Đông Duy, Đống Cao... đồng thời là hậu phương vững chắc cung cấp sức người, sức của cho cuộc kháng chiến chống Mỹ. Với những thành tích đó, năm 2000 huyện Ý Yên được Nhà nước phong tặng Danh hiệu Anh hùng lực lượng vũ trang. Huyện Ý Yên có nhiều xã được phong tặng danh hiệu Anh hùng như: xã Yên Dương, xã Hồng Quang... 6 Anh hùng LLVT, 2 Anh hùng lao động, và 182 Bà mẹ Việt Nam Anh hùng. Là quê hương tiền bối cách mạng, thầy giáo Tống Văn Trân.

## Du lịch

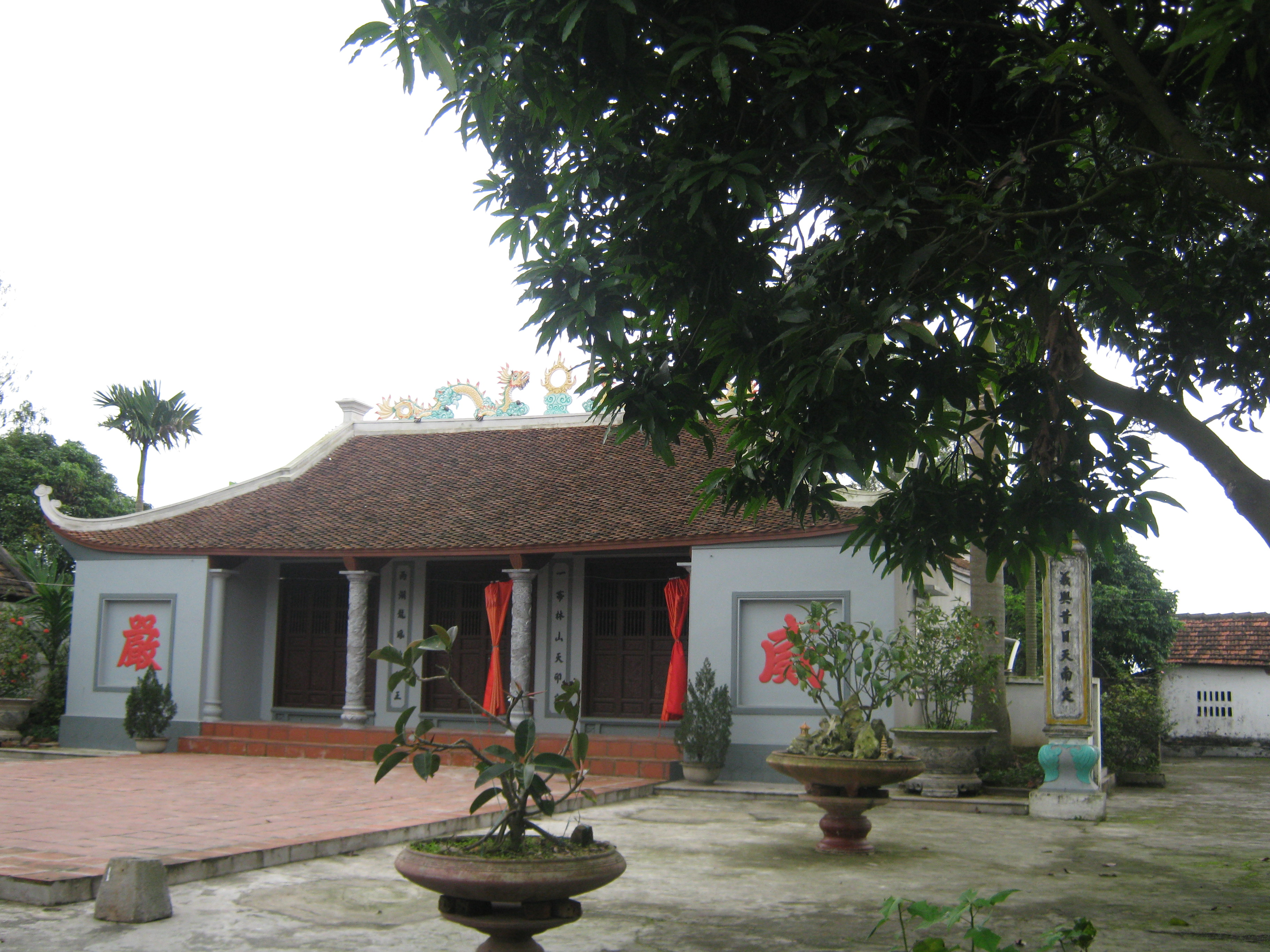
Đền Vua Đinh (Yên Thắng)

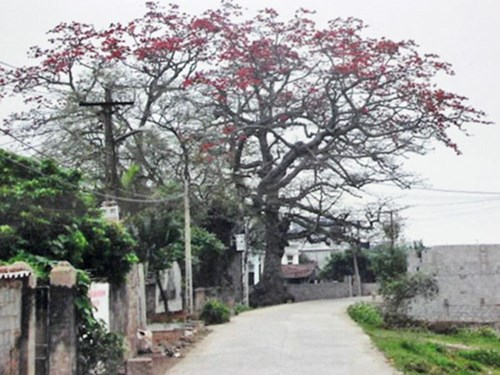
Hai cây gạo hơn 200 tuổi tại cổng làng Đống Cao, Yên Lộc

- Quần thể di tích thờ Vua Đinh ở Nam Định với các di tích nằm trên huyện Ý Yên như đền Vua Đinh ở Yên Thắng, đình Thượng Đồng, đình Cát Đằng và đền Cộng Hòa ở xã Yên Tiến và đình Viết ở xã Yên Chính.
- Phủ Nghĩa Hưng (thời Pháp thuộc).
- Phủ Quảng Cung (Phủ Nấp) xã Yên Đồng- Thờ Thánh Mẫu Liễu Hạnh giáng sinh lần thứ nhất.
- Đình Cổ Hương, xã Yên Phương thờ thánh tổ Nguyễn Minh Không.
- Lễ hội đình Tràn ngày 14-3 âm lịch -Làng Tràn (Trần Xá), xã Yên Đồng.
- Đình Ông Bốn, thuộc làng Đống Cao Thượng, xã Yên Lộc
- Tịch Nhi.
- Động Khê.
- Vọng Trung.
- Nhà thờ Vĩnh Trị.
- Đình Ruối xã Trung Nghĩa.
- Đền vua Đinh xã Yên Thắng.
- Cây cổ thụ Dã Hương hơn 500 tuổi, xã Yên Nhân.
- Hai cây gạo đại thụ hơn 200 tuổi tại Làng Đống Cao, xã Yên Lộc
- Đình Đông Phú (làng Gạo) xã Trung Nghĩa.
- Đình Phúc Thọ xã Yên Thành thờ thánh tổ Nguyễn Minh Không.
- Đình Kinh Thanh xã Yên Thọ thờ Thánh Linh Lang Đại Vương.

## Nhân vật nổi tiếng
- Đệ tam giáp đồng Tiến sĩ Nguyễn Địch (14?? - ????): Ông quê xã Vụ Sài, huyện Đại An nay là làng Vò, xã Yên Lộc, huyện ý Yên, tỉnh Nam Định. Ông đỗ Đệ tam giáp đồng Tiến sĩ xuất thân khoa Nhâm Tuất niên hiệu Đại Bảo thứ 3 (1442) đời Lê Thái Tông, làm quan đến chức Tả thị lang. Ông có tác phẩm Nhàn du kiến văn ký.
- Phạm Văn Nghị (chữ Hán: 范文誼, 1805-1884) hiệu Nghĩa Trai; là một nhà giáo, nhà thơ và là một viên quan nhà Nguyễn theo đường lối kháng Pháp ở thế kỷ 19 trong lịch sử Việt Nam. Phạm Văn Nghị là người ở xã Tam Đăng, tổng An Trung, huyện Đại An, phủ Nghĩa Hưng (nay là thôn Tam Quang, xã Yên Thắng, huyện Ý Yên tỉnh Nam Định). Là con của một ông đồ nghèo, nhưng nhờ chăm chỉ học, nên ông lần lượt đỗ: Tú tài (1826), Cử nhân (1837) và Hoàng giáp (1838, lúc 33 tuổi), nên được người đời gọi là Hoàng Tam Đăng.
- Khiếu Năng Tĩnh (1835-?) là người con của xã Chân Mỹ, tổng Tử Vinh, huyện Đại An, phủ Nghĩa Hưng, tỉnh Nam Định (nay thuộc xã Yên Cường, huyện Ý Yên, tỉnh Nam Định). Năm 1878, ông đỗ Cử nhân (Hương cống). 2 năm sau, ông đỗ đồng tiến sĩ xuất thân. Ông làm quan Đốc học Hà Nội, Tế tửu Quốc tử giám.
- Nhượng Tống (1904-1949) nhà văn, nhà ái quốc Việt Nam.
- Tống Văn Trân (1905-1935) tại xã Yên Tiến là một nhà giáo, nhà cách mạng Việt Nam, phụ trách các tỉnh miền Đông Nam Bộ, Xứ ủy viên Nam Kỳ, phụ trách Sài Gòn-Gia Định.
- Cao Đức Phát sinh 25/05/1956 tại xã Yên Khang Nguyên Bộ trưởng Bộ Nông nghiệp và Phát triển Nông thôn Việt Nam. Khi người tiền nhiệm là Lê Huy Ngọ từ chức, ông được bổ nhiệm làm quyền Bộ trưởng từ tháng 7 năm2004. Ngày 3 tháng 12 năm 2004, ông được chính thức bổ nhiệm làm Bộ trưởng và đảm nhiệm từ đó đến nay. Tháng 4 năm 2016 ông tiếp tục được bầu làm Bộ trưởng Nông nghiệp và Phát triển Nông thôn. Đến ngày 27 tháng 7 năm 2016, ông thôi chức vụ Bộ trưởng, người kế nhiệm ông là Thứ trưởng Nguyễn Xuân Cường. Hiện tại ông là Phó Trưởng ban Thường trực Ban Kinh tế Trung ương.
- Đinh La Thăng nguyên Ủy viên Bộ Chính trị - Bí thư Thành ủy Thành phố Hồ Chí Minh.